# International Champions Cup
International Champions Cup (gọi tắt là ICC, tạm dịch tiếng Việt: Cúp bóng đá các nhà vô địch Quốc tế) là một giải bóng đá giao hữu quốc tế giữa các câu lạc bộ (chủ yếu đến từ châu Âu), thường được tổ chức ở Hoa Kỳ và đôi khi ở Canada. Mặc dù là giải đấu giao hữu mùa hè nhưng tính cạnh tranh của nó rất cao, đây cũng là dịp để các đội bóng tham dự giải chuẩn bị trước mùa giải về lực lượng và chiến thuật, do đó ICC còn được xem là một Champions League châu Âu thu nhỏ. Năm 2015, ICC còn được phát triển sang cả Trung Quốc và Úc. Giải đấu này hoạt động như một Công ty thể thao được thành lập năm 2012 bởi ông trùm tỷ phú bất động sản Stephen Ross (chủ câu lạc bộ bóng bầu dục Miami Dolphins) và Matt Higgins (cựu giám đốc điều hành câu lạc bộ bóng bầu dục New York Jets). ICC ra đời nhằm thay thế cho giải bóng đá World Football Challenge được tổ chức trước đó.
Một trận đấu trong mùa giải 2014 đã lập kỷ lục khán giả tham dự một trận bóng đá ở Hoa Kỳ. Kỷ lục mới với 109.318 khán giả tham dự được thiết lập ngày 2 tháng 8 năm 2014 ở trận đấu giữa Manchester United và Real Madrid tại Trường Đại học Michigan ở Ann Arbor, Michigan.
Vào năm 2020, một mùa giải của ICC đã phải hủy bỏ do dịch bệnh COVID-19, và giải đấu sau đó cũng đã được tuyên bố khai tử. Tuy nhiên, phiên bản của giải đấu dành cho nữ, Women's International Champions Cup vẫn tiếp tục được tổ chức trong các năm 2021 và 2022.

## Thể thức giải đấu
Trước đây giải đấu có hệ thống tính điểm rất phức tạp. Các đội được 3 điểm cho mỗi trận thắng giống như tất cả các giải đấu khác, nhưng mỗi bàn thắng được ghi lại được tính thêm 1 điểm. Điều này làm cho người hâm mộ và ngay cả các đội bóng tham dự đôi khi rất khó hiểu và không tính toán được mục tiêu.
Tại giải lần đầu tiên vào năm 2013, các đội tham gia được phân thành hai nhóm "Đông" và "Tây" theo địa điểm diễn ra các trận đấu vòng bảng. Các đội thi đấu theo thể thức loại trực tiếp, đội thắng vào vòng trong, các đội thua đá trận tranh các hạng 3, 5 và 7. Thể thức này khiến nhiều trận đấu diễn ra không thực sự hấp dẫn, khi số trận mang tính chất knock-out quá nhiều dẫn tới sự thận trọng nhất định của các đội bóng, dù chỉ là giải giao hữu.
Giải đấu lần thứ hai năm 2014 đã có bước tiến đáng kể, đó là việc chia tám đội ra làm hai bảng đá vòng tròn một lượt. Thể thức tính điểm tại giải này được đơn giản hóa tới mức tối thiểu: 3 điểm cho mỗi trận thắng trong 90 phút, 2 điểm nếu thắng sau loạt sút luân lưu, 1 điểm nếu thua sau loạt sút luân lưu và 0 điểm cho trận thua sau thời gian chính thức. Nếu sau hai hiệp chính trận đấu có tỷ số hòa, hai đội sẽ không đá hiệp phụ mà vào thẳng loạt sút luân lưu. Sau vòng bảng, chỉ có một trận chung kết dành cho hai đội đứng đầu mỗi bảng.
Bắt đầu từ mùa giải 2015, giải đấu được chia thành ba khu vực địa lý; đội đăng quang tại mỗi khu vực được xác định dựa trên tổng điểm. Giải đấu năm 2015 và 2016 đã tổ chức các phiên bản ở Bắc Mỹ và châu Âu, Úc và Trung Quốc. Các giải đấu của Úc và Trung Quốc được tổ chức theo hình thức thi đấu vòng tròn ba đội (Real Madrid tham gia cả hai phiên bản này), và phiên bản Bắc Mỹ và châu Âu có mười đội (bao gồm ba đội MLS đặt trụ sở tại Hoa Kỳ) thi đấu bốn trận mỗi đội. Mùa giải 2016 vẫn giữ nguyên thể thức và khu vực, với Melbourne Victory đến từ A-League tham gia với tư cách là đội thứ tư trong khu vực Úc. Năm 2017, Singapore đã thay thế Úc trở thành một trong ba khu vực tổ chức giải đấu
Năm 2018, tất cả 18 đội tham dự được xếp chung vào một bảng đấu lớn duy nhất, trong đó mỗi đội sẽ thi đấu với ba đội khác và nhà vô địch được xác định theo tổng số điểm. Các trận đấu được tổ chức tại 15 địa điểm ở Hoa Kỳ, 7 ở châu Âu và 1 ở Singapore.
Tại giải đấu năm 2019, 12 đội đã tham dự trong đó có Guadalajara, đội duy nhất không đến từ châu Âu. Các trận đấu diễn ra ở 17 thành phố tại Hoa Kỳ, châu Âu, Singapore và Trung Quốc.

## Các nhà vô địch

### Thể thức phân vùng (2013–2017)
| Giải đấu \ Khu vực | Bắc Mỹ và châu Âu   | Bắc Mỹ và châu Âu  | Úc            | Úc              | Trung Quốc                    | Trung Quốc                    | Singapore     | Singapore     |
| Giải đấu \ Khu vực | Vô địch             | Á quân             | Vô địch       | Á quân          | Vô địch                       | Á quân                        | Vô địch       | Á quân        |
| ------------------ | ------------------- | ------------------ | ------------- | --------------- | ----------------------------- | ----------------------------- | ------------- | ------------- |
| 2013               | Real Madrid         | Chelsea            | Không tổ chức | Không tổ chức   | Không tổ chức                 | Không tổ chức                 | Không tổ chức | Không tổ chức |
| 2014               | Manchester United   | Liverpool          | Không tổ chức | Không tổ chức   | Không tổ chức                 | Không tổ chức                 | Không tổ chức | Không tổ chức |
| 2015               | Paris Saint Germain | New York Red Bulls | Real Madrid   | Roma            | Real Madrid                   | Milan                         | Không tổ chức | Không tổ chức |
| 2016               | Paris Saint Germain | Liverpool          | Juventus      | Atlético Madrid | Không trao cúp do có trận hủy | Không trao cúp do có trận hủy | Không tổ chức | Không tổ chức |
| 2017               | Barcelona           | Manchester City    | Không tổ chức | Không tổ chức   | Không trao cúp                | Không trao cúp                | Inter Milan   | Bayern Munich |

### Thể thức toàn cầu (2018–2019)
| Giải đấu | Số đội                      | Vô địch                     | Á quân                      |
| -------- | --------------------------- | --------------------------- | --------------------------- |
| 2018     | 18                          | Tottenham Hospur            | Borussia Dortmund           |
| 2019     | 12                          | Benfica                     | Atletico Madrid             |
| 2020     | Bị hủy do đại dịch COVID-19 | Bị hủy do đại dịch COVID-19 | Bị hủy do đại dịch COVID-19 |
| 2021     | Bị hủy do đại dịch COVID-19 | Bị hủy do đại dịch COVID-19 | Bị hủy do đại dịch COVID-19 |